# Pfreimd
Pfreimd là một thị xã ở huyện Schwandorf, bang Bayern, Đức. Đô thị này tọa lạc bên sông Naab, 19 km về phía bắc của Schwandorf, và 20 km về phía nam của Weiden in der Oberpfalz. 